# XWF (プロレス)
XWF（エックス・ダブリュー・エフ、エクストリーム・レスリング・フォース）は、かつて存在した日本のプロレス団体。

## 歴史
2008年2月、自身の不祥事でアパッチプロレス軍から無期限出場禁止（後に懲戒解雇処分）を受けてフリーになった金村キンタローが新たなプロレス団体を設立することを発表。6月16日、金村がXWFを設立。7月26日、新宿コマ劇場で初のプロレス興行を開催することを発表。8月6日、後楽園ホールで旗揚げ戦「GIVE ME HARDCORE OR GIVE ME CHAIR」を開催。また、レイヴェン、トレイシー・スマザーズ、スーパー・レザーフェイスが招聘された。試合終盤、金村の指示で観客がリングにイスを投げ込んだ。後に東京ドームからイスの破損代（1脚税込み6,300円）として約32万円を請求された。試合を観戦していた新宿コマ劇場の関係者から話し合いを要請された。8月、新宿コマ劇場の関係者との話し合いが行われて10月7日に開催予定だった新宿コマ劇場大会の中止が決まり急遽、後楽園ホール大会を開催することを発表。しかし、数日後に代替興行も中止となったためチケットの払い戻しが決まった。後楽園ホール大会の中止の経緯として代替興行の発表が遅れて宣伝等が行き通っていないのと、XWFを運営していたキャッシュボックスとの連絡路が数日途絶えたのが原因。この件に関してXWFはキャッシュボックスから離れて独自で活動していくことを発表。また、後楽園ホール大会の発表の際、大相撲を追放された元露鵬と元白露山にもオファーを出していたことを明らかにしている。
2010年10月26日、金村がXWFを母体にアパッチを復活させることを発表。

## 所属選手
- 金村キンタロー
- 小幡優作
- 新宿鮫